# 众议院 (巴西)
众议院（葡萄牙语：Câmara dos Deputados）是巴西国民议会的下议院。目前共有513个席位，通过比例代表制选出，每届任期4年。现任议长为阿图尔·利拉。

## 組成
众议院席位根據每個州的人口分配，每個州至少有8個席位，最多70個席位。

## 历史
众议院依據1824年巴西憲法創建，並於1826年5月6日舉行了第一屆會議。

### 迪爾瑪·羅塞夫总统弹劾案
当地时间2016年4月11日晚，因受巴拿马事务所事件的催化，国会众院弹劾特别委员会（3月17日成立）以38票支持、27票反对的简单多数通过对时任巴西总统罗塞夫的弹劾报告，报告指出罗塞夫在2014年绕过国会预算审查、利用国有银行资金偿还政府债务、以及利用行政手段妨碍司法调查前巴西总统和至少30多名国会议员在国有巴西石油公司窝案中的犯罪行为，表决前进行了9个多小时的议会辩论。4月17日晚，巴西众议院513名议员中，超过三分之二的367名众议院议员投票赞成弹劾总统罗塞夫。若最終被彈劾罷黜，將是自1992年的第二位被彈劾的總統。此表决前有120名众议院议员进行了长达43个小时的辩论。而特梅尔以及众议院议长爱德华多·库尼亚也卷入巴西国有石油公司窝案。依照程序，将于5月至11月间由参议院决定巴西总统罗塞夫去留问题。

## 历任议长
- 阿图尔·利拉（2021年2月起）